# Ottokar Iven
Ottokar Iven (* 3. Oktober 1940 in Mettmann)  ist ein deutscher Politiker (CDU). Er war von 1994 bis 1999 Bürgermeister der Kreisstadt Mettmann.

## Leben
Iven wurde 1940 als Sohn von Otto und Gertrud Iven in eine sozialdemokratische Familie geboren.
Iven heiratete 1961 Antje Christiansen und stieg zwei Jahre später in den von ihren Eltern geführten Handelsbetrieb für Kohlen und Heizöl ein, den er 1977 komplett übernahm und ausbaute. 2007 gaben er und seine Frau das Geschäft aus Altersgründen auf.

## Politische Tätigkeit
Iven engagierte sich schon mit jungen Jahren in der Kommunalpolitik. 1964 wurde er Mitglied der CDU Mettmann und rückte 1972 in den Stadtrat nach. 1980 wurde er zudem in den Kreistag gewählt, dem er seitdem angehört.
In den 1980er Jahren wurde er stellvertretender Bürgermeister setzte er sich für die Patenschaft der Stadt Mettmann mit dem in Düsseldorf-Hubbelrath beheimatete Bundeswehr-Fernmeldebataillon 820 ein.
1994 wurde er als Nachfolger für seine nicht erneut kandidierende Parteifreundin Ingrid Siebeke zum Bürgermeister Mettmanns gewählt. 1999 bewarb er sich in seiner Partei um die Aufstellung als Kandidat um das dann erstmals hauptamtliche Bürgermeisteramt, fand aber im CDU-Stadtverband keine Mehrheit. Der statt seiner von der Partei aufgestellte Kandidat unterlag jedoch dem parteilosen Bodo Nowodworski. Iven war danach weiterhin politisch aktiv und gehört dem Stadtrat an.